# Jean Espérance Blandine de Laurencin
Pour les articles homonymes, voir Laurencin.
Jean Espérance Blandine de Laurencin est né le 17 janvier 1740, à Chabeuil, Drôme, il est mort le 21 janvier 1812 à Lyon. Le comte de Laurencin est un militaire, écrivain et aéronaute français.

## Biographie
Il est le fils aîné de Hugues de Laurencin et de Marie Anne de Patin. Son père est brigadier des armées du roi et Jean s’engage dès son jeune âge. Capitaine de cavalerie à l'âge de seize ans, il est grièvement blessé en Allemagne, au cours de la guerre de Sept-ans à la bataille de Minden le 1er août 1759. Il reçoit la croix de chevalier de Saint-Louis.
Le 17 janvier 1764, à Lachassagne, il épouse Julienne dite Julie d'Assier de Lachassagne (née le 15 mai 1741 à  Saint-Hippolyte 68, et morte le 4 décembre 1818 à Lyon). Sa femme est  une poétesse qui a publié : 
Alceste et Méloé, ou Chant de l’Amour maternel, idylle, en 1777 et d'Autres poésies très agréables dans l’Almanach des Muses.
Le couple a six enfants. En 1769, ils habitent au château de Machy, fief de la famille Laurencin.
En 1770, il est président du canal de Givors. Le 22 avril 1782, il devient directeur de la compagnie Perrache, selon le testament de Marie-Anne Perrache. Mais les crues de janvier 1783 ruinent son entreprise, il cède au roi Louis XVI les terrains du quartier de Perrache.
Cet érudit est un homme de lettres, il entretient des correspondances avec Voltaire, d'Alembert, et J.J.Rousseau qu'il a l'occasion de rencontrer à Lyon.
C'est aussi un mécène, il s’intéresse aux ascensions en ballons. Il finance une partie du projet des frères Montgolfier, qui le font participer au premier vol lyonnais le 19 janvier 1784, à Lyon, aux Brotteaux, à bord du ballon baptisé Le Flesselles.
Le 8 février 1784, à Chabeuil près de la maison de sa mère, s'envole un ballon conçu par Laurencin. Il vole pendant 35 minutes et atterrit à deux lieues de son point de départ.
Laurencin invite  le roi de Suède qui effectue un voyage en France. A cette occasion, Gustave III de Suède lui propose de devenir le gouverneur de son fils Gustave Adolphe IV, mais préférant rester à Lyon, il refuse. Laurencin organise et finance la montgolfière qu'il nomme La Gustave en son honneur. Le ballon s'envole le 4 juin 1784 à Lyon, emportant M. Fleurant le constructeur et Élisabeth Tible à qui il a laissé sa place.
Son rôle durant le siège de Lyon est controversé. Il quitte la ville sous la Terreur. Il se réfugie dans le château de sa femme à Lachassagne. Il ne revient au premier plan qu'à la faveur du Consulat qui fait de lui un conseiller général.
Il meurt le 21 janvier 1812, chez lui, au n° 69 rue du Peyrat. Il est inhumé au cimetière de Loyasse à Lyon.

### Sociétés savantes
- À l'Institut de France, Laurencin occupe différentes fonctions : il est membre de l'Institut national en 1796-1812, membre associé non résidant de la classe de littérature et beaux-arts (section de Grammaire), en 1796-1803 ; membre correspondant de la classe d'histoire et de littérature ancienne en 1803-1812, 1796-1812[13].

- À l'Académie des sciences, belles-lettres et arts de Lyon, il est associé en 1772, puis membre élu en 1774, puis président en 1801. Il est aussi membre des académies de Villefranche et de Rouen en 1773[14].

## Publications
- Lettre au Roi par le Cte de Laurencin, député de MM. les associés aux travaux du midi de Lyon[13].
- Lettre de M. le Cte de Laurencin à M. Joseph de Montgolfier sur l'expérience aérostatique faite à Lyon le 4 juin 1784... [A Lyon, ce 6 juin 1784.][13].
- La Mort du Juste[13].
- Palémon[13].
- La Vie Champêtre[13].

## Hommage et postérité

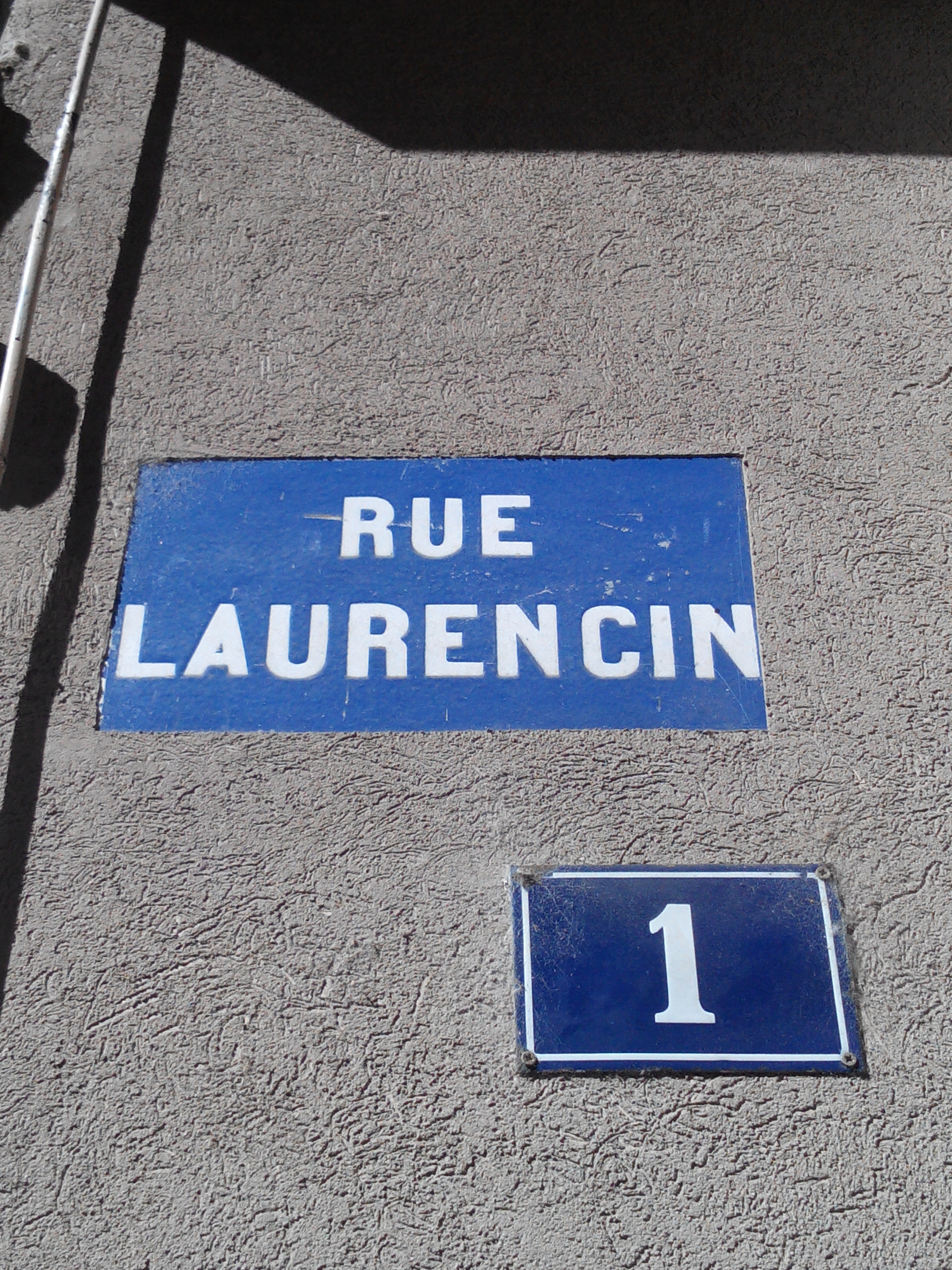
Lyon 2e - Rue Laurencin

La rue Laurencin, située dans le 2e arrondissement de Lyon, est nommée en son hommage.